# Poetas andaluces de ahora
Poetas andaluces de ahora, de 1975, es el 5º disco del grupo español de folk rock, Aguaviva.

## Descripción
El disco recupera una canción que ya había grabado cinco años antes, Poetas andaluces, basada en un poema de Rafael Alberti. Sin embargo, este poema, donde se criticaba a ciertos poetas andaluces por no alzar su voz frente a las injusticias que se vivían en la España de la época, había sido escrito en 1950. Pero ya cuando la canción fue grabada en su primera versión en 1970, Rafael Alberti consideraba que la crítica contenida en su texto ya había perdido vigencia, pues habían transcurrido 20 años desde que fue escrita, a lo largo de los cuales ya se habían alzado voces condenando la depauperación y las injusticias del país. Pero finalmente consintió, siempre que se especificara que la letra había sido escrita en 1950. Con este nuevo disco, Aguavia saldaban la deuda pendiente y musicaban a los nuevos poetas andaluces, "de ahora", que sí cantaban sobre la situación social y denunciaban las injusticias. Los poetas seleccionados fueron José Heredia Maya, Ángel Rodríguez Díaz, Antonio López Luna, Rafael Ballesteros, Fernando Merlo, Francisco Galvez, José Infante y Juan de Loxa. Antes de cada poema musicalizado, se escucha una breve presentación en la propia voz de cada uno de los poetas. 
Este disco supuso la entrada en el grupo Aguaviva del músico canario José Manuel Yánes como compositor, instrumentista y arreglista.
Su repercusión en Europa fue muy grande y ello hizo que Aguaviva fuera invitado a participar en gala de clausura del Midem (Marché International du Disque et de l'Edition Musicale) de Cannes. Su actuación fue un acontecimiento inédito debido a los problemas políticos derivados del régimen franquista.

Gracias a este disco, el MIDEM de Cannes fue para Aguaviva, junto con el festival de San Remo, un referente anual al que acudieron en varias ocasiones, donde el grupo montaba espectáculos impactantes.